# Hantos
Hantos es un pueblo en el condado de Fejér, Hungría.